# Новая Сулковка
Новая Сулковка (укр. Нова Сулківка) — село на Украине, находится в Хмельницком районе Винницкой области.
Код КОАТУУ — 0524887002. Население по переписи 2001 года составляет 61 человек. Почтовый индекс — 22013. Телефонный код — 4338.
Занимает площадь 0,45 км².

## Адрес местного совета
22013, Винницкая область, Хмельницкий р-н, с. Сулковка, ул. Л. Украинки, 27